# Mésorégion métropolitaine de Salvador
 (février 2025).
Si vous disposez d'ouvrages ou d'articles de référence ou si vous connaissez des sites web de qualité traitant du thème abordé ici, merci de compléter l'article en donnant les références utiles à sa vérifiabilité et en les liant à la section « Notes et références ».
La mésorégion métropolitaine de Salvador est l'une des 7 mésorégions de l'État de Bahia. Elle regroupe 38 municipalités groupées en 3 microrégions.

## Données
La région compte 4 080 504 habitants pour 11 241 km2.

## Microrégions[1]
La mésorégion métropolitaine de Salvador est subdivisée en 3 microrégions:
- Catu
- Salvador
- Santo Antônio de Jesus